# Цара (Тревизо)
Цара је насеље у Италији у округу Тревизо, региону Венето.
Према процени из 2011. у насељу је живело 63 становника. Насеље се налази на надморској висини од 19 м.